# Ai Kawashima
Ai Kawashima (川嶋 あいKawashima Ai), née le 21 février 1986 à Fukuoka, est une chanteuse japonaise.

## Biographie
Après avoir surmonté son enfance tragique, elle a sorti son premier single Asueno tobira (Porte vers demain) en tant que duo I Wish en 2003. Elle est bien connue pour ses nombreuses performances de rue. Elle est également connue pour son dévouement à aider les enfants dans des circonstances similaires à la sienne au Japon et dans le reste du monde.
Après sa naissance, la santé de sa mère s'est détériorée et elle est décédée alors que Kawashima n'avait que 3 ans. Parce que son père avait disparu avant sa naissance, elle a été emmenée dans un orphelinat et finalement adoptée par la famille Kawashima, propriétaire d'une entreprise de construction. Son père adoptif est mort quand elle avait 10 ans. Après avoir obtenu son diplôme du collège, elle a déménagé à Tokyo. Sa mère adoptive est décédée à l'âge de 16 ans. Elle a commencé à jouer du piano à l'âge de 3 ans et a finalement commencé à penser à une carrière de chanteuse.